# Amt Schönecken (Kurtrier)
Das Amt Schönecken war ein von 1384 bis zum Ende des 18. Jahrhunderts bestehender Verwaltungs- und Gerichtsbezirk des Kurfürstentums Trier in der Westeifel mit Sitz in Schönecken.

## Geschichte
1384 erwarb der Erzbischof von Trier die Rechte an Burg Schönecken von König Wenzel für 30.000 Gulden unter dem Vorbehalt des Rückkaufes. 1442 verzichtete König Friedrich auf das Rückkaufsrecht. In der einer Aufstellung, die Kurfürst Johann II. von Baden 1498 beauftragt hatte, ist das Amt Schönecken als eines der 59 Ämter trierischen erwähnt. Es umfasste den Flecken Schönecken, die Meiereien Dingdorf, Plütscheid und Weinsheim, die Zennerei Langenfeld und die Höfe (Verwaltungseinheiten) Pronsfeld und Eilscheid.
1784 bestand das Amt aus folgenden Ortschaften:
- Meierei Dingdorf: Dingdorf, Giesdorf, Heisdorf, Niederlauch, Winringen und eine Mühle in Schweisthal
- Meierei Plütscheid: Plütscheid, Greimelscheid, Staudenhof und eine Mühle zu Mauel
- Meierei Weinsheim: Weinsheim und Gondelsheim
- Zennerei Langenfeld: Langenfeld, Hof Irsfeld und Lasel
- Hof Eilscheid: Eilscheid, Dackscheid, Hargarten, Lambertsberg und Lascheid sowie Hof Ordenbach

Hinzu kam noch der Hof Pronsfeld (auch als Amt Pronsfeld bezeichnet). Er bestand aus Pronsfeld, Euscheid, Kinzenburg, Lichtenborn, Lierfeld, Lünebach, Masthorn, Matzerath, Ober- und Niederhabscheid, Oberüttfeld, Pittenbach, Stalbach, Strickscheid, Watzerath und Hollnich. Der Hof Pronsfeld war dahingehen Kondominium zwischen Kurtrier und dem Herzogtum Luxemburg, dass jeder Landesherr über seine Untertanen Gebot und Verbot gesondert ausübte.
Im 18. Jahrhundert war das Amt dem Oberamt Prüm nachgeordnet. Mit der Einnahme des Linken Rheinufers durch französische Revolutionstruppen wurde das Amt nach 1794 aufgelöst. In der Franzosenzeit gehörte das Gebiet zum Arrondissement de Prüm im Département de la Sarre. Als Folge des Wiener Kongresses kam das Amtsgebiet 1815 an Preußen. Aus dem Arrondissement Prüm wurde der Kreis Prüm.